# Rangecourt
Rangecourt és un municipi francès situat al departament de l'Alt Marne i a la regió del Gran Est. L'any 2007 tenia 77 habitants.

## Demografia

### Població
El 2007 la població de fet de Rangecourt era de 77 persones. Hi havia 32 famílies de les quals 12 eren unipersonals (8 homes vivint sols i 4 dones vivint soles), 12 parelles sense fills i 8 parelles amb fills.
La població ha evolucionat segons el següent gràfic:
Habitants censats

### Habitatges
El 2007 hi havia 46 habitatges, 30 eren l'habitatge principal de la família, 8 eren segones residències i 8 estaven desocupats. 43 eren cases i 3 eren apartaments. Dels 30 habitatges principals, 22 estaven ocupats pels seus propietaris, 7 estaven llogats i ocupats pels llogaters i 1 estava cedit a títol gratuït; 3 tenien dues cambres, 3 en tenien tres, 7 en tenien quatre i 17 en tenien cinc o més. 25 habitatges disposaven pel capbaix d'una plaça de pàrquing. A 10 habitatges hi havia un automòbil i a 17 n'hi havia dos o més.

### Piràmide de població
La piràmide de població per edats i sexe el 2009 era:
| Homes | Edats   | Dones |
| ----- | ------- | ----- |
| 0     | 95 o +  | 0     |
| 0     | 90 a 94 | 0     |
| 0     | 85 a 89 | 0     |
| 0     | 80 a 84 | 0     |
| 4     | 75 a 79 | 0     |
| 0     | 70 a 74 | 0     |
| 8     | 65 a 69 | 4     |
| 0     | 60 a 64 | 4     |
| 0     | 55 a 59 | 0     |
| 4     | 50 a 54 | 0     |
| 4     | 45 a 49 | 0     |
| 0     | 40 a 44 | 4     |
| 0     | 35 a 39 | 4     |
| 4     | 30 a 34 | 4     |
| 8     | 25 a 29 | 0     |
| 0     | 20 a 24 | 4     |
| 4     | 15 a 19 | 0     |
| 0     | 10 a 14 | 8     |
| 0     | 5 a 9   | 8     |
| 0     | 0 a 4   | 8     |

## Economia
El 2007 la població en edat de treballar era de 49 persones, 37 eren actives i 12 eren inactives. De les 37 persones actives 36 estaven ocupades (20 homes i 16 dones) i 1 aturada (1 dona i 1 dona). De les 12 persones inactives 3 estaven jubilades, 5 estaven estudiant i 4 estaven classificades com a «altres inactius».
Activitats econòmiques
L'any 2000 a Rangecourt hi havia 10 explotacions agrícoles que ocupaven un total de 462 hectàrees.

## Poblacions més properes
El següent diagrama mostra les poblacions més properes.